# Chiesa di San Donato (Chianni)
La chiesa di San Donato si trova a Chianni.

## Storia e descrizione
Le notizie più antiche riguardanti la chiesa risalgono all'8 maggio 1277, quando viene menzionata in un'enfiteusi a favore del vescovo di Volterra.
Papa Bonifacio VIII nel 1301 inviò una bolla al pievano di Chianni, per incaricarlo di rivendicare i beni della badia di Morrona, a suo dire abusivamente alienati dagli abati che vi facevano parte.
L'edificio fu completamente rifatto nel 1812, ricavando l'abside in una torre del castello ed ampliando la chiesa preesistente.
L'interno è ad unica navata con quattro cappelle. Al centro dell'abside si erge il maestoso altare maggiore, risalente alla fine del Seicento, realizzato in pregiati marmi policromi e giunto nel 1812 dalla distrutta collegiata di San Pietro (Massa). 
Ai lati, due statue dei santi Pietro e Paolo della prima metà del XVIII secolo.
Il catino absidale è affrescato da Antonio Gaioni (1964): Cristo tra i santi Donato, Maura, Francesco, Caterina, Lino, Domenico.
In una cappella, si trova la Sacra famiglia di Giovanni Battista Tempesti.
In contraffacciata, la cantoria con al centro Sant'Antonio in adorazione di Gesù Bambino, attribuito a Ventura Salimbeni.